# عمر بردونی
عمر بردونی (انگلیسی: Omar Berdouni؛ زادهٔ ۲۰ ژوئیهٔ ۱۹۷۹) بازیگر مراکشی است.
او در تعدادی فیلم بلند از جمله پمپئی: واپسین روز (۲۰۰۳)، سلول هامبورگ (۲۰۰۴)، یونایتد ۹۳ (۲۰۰۶)، پادشاهی (۲۰۰۷)، کاپیتان فیلیپس (۲۰۱۳)، انتبه (۲۰۱۸)، و تفسیر فوق‌العاده (۲۰۰۷) به کارگردانی جیم تریپلتون بازی کرده است. او همچنین در یک مشت دروغ (۲۰۰۸) با بازی لئوناردو دی‌کاپریو و گلشیفته فراهانی ظاهر شد. در سال ۲۰۰۹، او نقش احمد را در سریال اشغال بی‌بی‌سی (فصل ۱، قسمت ۳) بازی کرد. او همچنین در فیلم فرانسوی جنگجویان آسمان در سال ۲۰۰۵ و منطقه سبز در سال ۲۰۱۰ بازی کرد.